# NBA Europe Live Tour 2012
Le NBA Europe Live Tour 2012 est la sixième édition du NBA Europe Live Tour qui a lieu du 5 octobre au 9 octobre 2012. Les matchs ont lieu en Espagne, Allemagne, Italie et Turquie.
Les équipes NBA participantes sont les Mavericks de Dallas et les Celtics de Boston. Les équipes européennes participantes sont le FC Barcelone, l'Alba Berlin, l'Olimpia Milano et le Fenerbahçe Ülker. 

## Matches
| Date           | Équipe           | Score  | Équipe              | Lieu                         |
| -------------- | ---------------- | ------ | ------------------- | ---------------------------- |
| 5 octobre 2012 | Fenerbahçe Ülker | 97-91  | Celtics de Boston   | Ülker Sports Arena, Istanbul |
| 6 octobre 2012 | Alba Berlin      | 84-89  | Mavericks de Dallas | O2 World, Berlin             |
| 7 octobre 2012 | Olimpia Milano   | 75-105 | Celtics de Boston   | Mediolanum Forum, Milan      |
| 9 octobre 2012 | FC Barcelone     | 99-85  | Mavericks de Dallas | Palau Sant Jordi, Barcelone  |